# Cremnops vulgaris
Cremnops vulgaris är en stekelart som först beskrevs av Ezra Townsend Cresson 1865.
Cremnops vulgaris ingår i släktet Cremnops och familjen bracksteklar. Inga underarter finns listade i Catalogue of Life.